# Marcantonio Memmo
Marcantonio Memmo (11 november 1536 - 31 oktober 1615) was de 91ste doge van Venetië, regerend van 24 juli 1612 tot aan zijn dood.

## Achtergrond 1536-1612
Marcantonio Memmo werd geboren als de zoon van Giovanni Memmo en Bianca Sanudo; een familie van gemiddelde welvaart. Hij werd koopman en door zijn zorgvuldige management verdiende hij een fortuin.
Als prominent Venetiaan doorliep hij de cursus honorum, waarbij hij achtereenvolgens provveditore, podestà en procurator werd. Hij zou in 1606 doge worden, maar de Memmo waren een van de "vecchie" ("oude"), Venetiaanse edele families en elke doge vanaf 1382 was afkomstig geweest uit de "nuove" ("nieuwe") Venetiaanse families. Hij was daardoor niet in staat voldoende steun te vinden voor zijn verkiezing in 1606, en verloor van Leonardo Donato.

## Regering als doge, 1612-1615

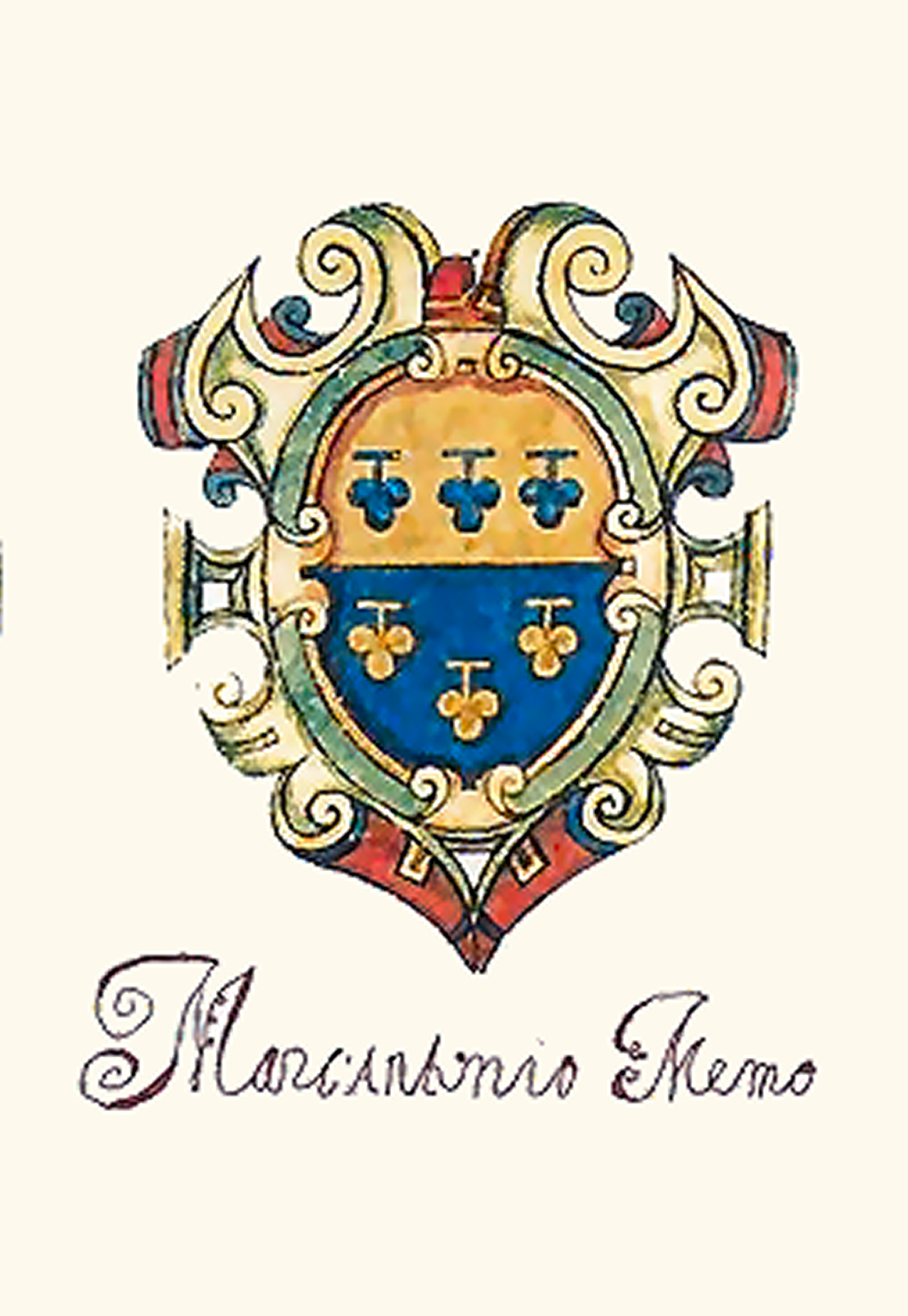
Wapen van Marcantonio Memmo.

Memmo gebruikte de regering van Donato om achter de schermen aan zijn verkiezing te werken. Na de dood van Donato op 15 december 1612 schakelde hij deze activiteiten in een hogere versnelling. Bij de verkiezing op 24 juli 1612 werd hij in de eerste ronde gekozen met 38 van de 41 stemmen, een grote schok voor de nuove factie, die de positie van doge eeuwenlang gecontroleerd hadden.
Ter ere van Memmo overwinning werden grote festiviteiten georganiseerd, en evenals vorige doges zou hij het vieren van de feestdagen gebruiken om de gunst van de Venetiaanse bevolking te winnen.
Tijdens zijn regering gebeurde weinig bijzonders, met uitzondering van een inval van de Uskokken, Dalmatische piraten, in 1613. Hij stierf op 31 oktober 1615.